# Хлорне вапно
Хло́рне вапно́ (іноді розм. хло́рка) — технічна суміш гіпохлориту кальцію, хлориду кальцію та гідроксиду кальцію із варійованим вмістом води. Умовно суміш описується формулою Ca(ClO)Cl, яка показує наявність у речовині її складових — хлориду та гіпохлориту, проте суміш предсталяє собою комплекси солей, гідроксиду та кристалізаційної води.

## Отримання
Суміш утворюється при пропусканні хлору над зволоженим гідроксидом кальцію Ca(OH)2 (гашеним вапном) у вигляді білої, пухкої порошкуватої речовини. За методом компанії «Dynamit Nobel» зріджений хлор пропускався крізь зволожений гідроксид за температури 45 °C, тиску 5,3 кПа та при постійному перемішуванні.
Спрощеною схемою взаємодії є утворення рівних кількостей гіпохлориту та хлориду кальцію:
{\displaystyle \mathrm {2Ca(OH)_{2}+2Cl_{2}\rightarrow Ca(ClO)_{2}+CaCl_{2}+2H_{2}O} }
Однак процеси у розчині є значно складнішими та ведуть до утворення комплексів між реагентами і продуктами взаємодії:
{\displaystyle \mathrm {5Ca(OH)_{2}+2Cl_{2}\rightarrow Ca(ClO)_{2}\cdot 2Ca(OH)_{2}+CaCl_{2}\cdot Ca(OH)_{2}\cdot H_{2}O+H_{2}O} }
І при подальшому хлоруванні:
{\displaystyle \mathrm {10Ca(OH)_{2}+6Cl_{2}\rightarrow Ca(ClO)_{2}\cdot 2Ca(OH)_{2}+2Ca(ClO)_{2}\cdot 0,5Ca(OH)_{2}+Ca(ClO)_{2}\cdot Ca(OH)_{2}\cdot H_{2}O+2CaCl_{2}\cdot H_{2}O+3H_{2}O} }
У суміш солей перетворюється близько 40% вихідного гідроксиду кальцію.

## Властивості
Вибілювальна і дезінфікувальна дія хлорного вапна ґрунтується на тому, що воно під впливом CO2 повітря і води (карбонатної кислоти) гіпохлорит в розчині розкладається з виділенням гіпохлоритної кислоти, яка, в свою чергу, теж розкладається і утворює (в момент виділення) атомарний кисень, що руйнує забарвлювальні речовини і вбиває бактерії:
{\displaystyle \mathrm {Ca(ClO)_{2}+CO_{2}+H_{2}O\rightarrow 2HClO+CaCO_{3}} }
{\displaystyle \mathrm {HClO\rightarrow HCl+O} }
Утворені в результаті розкладання хлоридна та гіпохлоритна кислоти взаємодіють із утворенням хлору, який також має бактерицидну дію:
{\displaystyle \mathrm {HClO+HCl\rightleftarrows Cl_{2}+H_{2}O} }
При зберіганні речовини у негерметичних контейнерах, вона поглинає вологу та вуглекислий газ із повітря, виділяючи хлор:
{\displaystyle \mathrm {Ca(ClO)_{2}+CaCl_{2}+2H_{2}O\rightarrow 2Cl_{2}+2Ca(OH)_{2}} }
{\displaystyle \mathrm {Ca(ClO)_{2}+CaCl_{2}+2CO_{2}\rightarrow 2Cl_{2}+2CaCO_{3}} }
В результаті цих реакцій хлорне вапно на повітрі пахне хлором.

## Застосування
Хлорне вапно застосовують для вибілювання паперової маси, тканин тощо, а також для дезінфекції води. 
Хлорне вапно застосовується значно ширше, ніж інші гіпохлорити (ніж, наприклад, гіпохлорит натрію та його технічна суміш лабарракова вода), бо воно дешевше, транспортується на великі віддалі і довго зберігається (в герметично закритій тарі).
Розчин хлорного вапна застосовується при дезінфекції тваринницьких ферм та птахофабрик. Обробку приміщень хлорним вапном проводять з метою профілактики різноманітних небезпечних захворювань у тварин та птахів, як то ящур, бруцельоз, чума свиней, туберкульоз тощо.